# 大島明秀
大島 明秀（おおしま あきひで、OSHIMA, Akihide、1975年8月29日 - ）は、日本の歴史学者。
主な研究分野は、蘭学・洋学史、日欧交流史、日本近世史。博士（比較社会文化）。
九州大学大学院比較社会文化学府国際社会文化専攻博士後期課程修了。
熊本県立大学文学部講師、同准教授を経て、現在同教授（歴史学）。

## 単著
- 『「鎖国」という言説―ケンペル著・志筑忠雄訳『鎖国論』の受容史―』（ミネルヴァ書房、2009年1月、A5判/524頁）。ISBN 9784623053124
- 『熊本洋学校（1871-1876）旧蔵書の書誌と伝来』（花書院、2012年11月、B5判/156頁）。ISBN 9784905324416
- 『細川侯五代逸話集―幽斎・忠興・忠利・光尚・綱利―』（熊本日日新聞社［熊日新書］、2018年1月、新書判/230頁）。ISBN 9784877555733
- 『菊池市石淵家蔵地球儀の総合的研究―構造・造形技法・世界図―』（菊池市教育委員会、2022年3月、A4判/54頁）。
- 『蘭学の九州』（弦書房、2022年5月、四六判/148頁）。ISBN 9784863292505（書評・紹介：平岡隆二『熊本日日新聞』2022年7月10日朝刊9面）。
- 『人物叢書　志筑忠雄』（吉川弘文館、2025年1月20日［2024年12月24日発売］、四六判/288頁）。ISBN 9784642053181（書評・紹介：川平敏文『熊本日日新聞』2025年2月2日7面、「郷土の本」『西日本新聞』2025年2月15日朝刊12面、平岡隆二『週刊読書人』2025年4月4日3面、「長崎ゆかりの本」『長崎新聞』2025年5月31日17面、渡辺大翔「新刊紹介」『民衆史研究』109号、塚原東吾「2025年上半期の収穫から（科学史・科学論）」『週刊読書人』2025年7月25日4面）。

## 編著
- 『中津市歴史博物館 分館 医家史料館叢書』1-22巻（※第4, 17, 21巻を除く）（中津市教育委員会、2003年3月-2023年3月。2003年から毎年刊行。第7巻までは共著、第8巻からＷ・ミヒェル、吉田洋一と共編共著；第1-5巻は名称が「中津市歴史民俗資料館 分館 村上医家史料館資料叢書」、第6-18巻は「中津市歴史民俗資料館 分館 医家史料館叢書」）。
- 『九州という思想』（花書院、共編共著2007年5月、A5/313頁）。ISBN 9784903554082
- 『郷土文化研究所記録』（熊本県立大学歴史学研究室、編集、2011年1月、B5/81頁）。
- 『近世天草風俗資料集』（熊本県立大学日本語日本文学研究室、共編、2011年3月、B5/208頁）。
- 『菊池市生涯学習センター蔵和漢籍分類目録』（菊池市教育委員会、編集、2018年3月、A4/53頁）。
- 『天然痘との闘い　九州の種痘』（岩田書院、共編、2018年6月、A5/341頁）。
- 『渋江松石「蔵書目記」』（菊池市教育委員会、編集、2025年3月、B5/50頁）

## 共著
- 『蘭学のフロンティア―志筑忠雄の世界』、長崎文献社、2007年3月（110-122頁「志筑忠雄訳「鎖国論」の誕生とその受容」）。ISBN 9784888510790
- 『九州の蘭学―越境と交流―』、Ｗ・ミヒェル、鳥井裕美子、川嶌眞人共編、思文閣出版、2009年7月（41-49頁「ケンペル―体系的な日本像をまとめた旅行研究家」）。ISBN 9784784214105
- 『近代〈日本意識〉の成立』、ヨーゼフ・クライナー編、東京堂出版、2012年3月（398-412頁「戦後熊本における郷土史編纂活動 ―「熊本女子大学郷土文化研究所」を中心に―」）。ISBN 9784490207729
- 『長崎・東西文化交流史の舞台　ポルトガル時代／オランダ時代』、若木太一編、勉誠出版、2013年9月（242-266頁「志筑忠雄訳「鎖国論」の流布と影響」）。ISBN 9784585220589
- 『近世日本の歴史叙述と対外意識』、井上泰至編、勉誠出版、2016年7月（349-364頁「「鎖国論」から「異人恐怖伝」へ」）。ISBN 9784585221524
- 『近世日本の国際関係と言説』、荒野泰典編、溪水社、2017年4月（233-253頁「「蘭学」を腑分けする」）。ISBN 9784863273849
- 『熊本県議会史』第8巻、熊本県議会、2017年6月（108-137頁「総説　第四章　教育と文化」、1497-1645頁「各説　第三章第一六～一九節」）。
- 『史料・九州の種痘』、青木歳幸編・発行、2018年3月（27-41頁「史料翻刻（３）　村井琴山「痘瘡問答」（校訂版）」）。
- 『熊本県議会史』第9巻、熊本県議会、2021年3月（98-113頁「総説　第四章　教育と文化～個性・多様性を重視し、国際化・情報化への対応も～」第一節～第二節、195-405頁「各説　第一章　昭和六十二年度から平成二年度」概観、第一節～第六節）。
- 『幕末維新史への招待』、町田明広編、山川出版者、2023年4月（38-49頁「なぜ「鎖国」から「海禁」とよぶようになったのか？」）。ISBN 978-4-634-15231-1

## 志筑忠雄研究
- 『「鎖国」という言説―ケンペル著・志筑忠雄訳『鎖国論』の受容史―』（ミネルヴァ書房、2009年1月、524頁）。
- 『志筑忠雄』（吉川弘文館〈人物叢書〉、2024年12月、288頁）。ISBN 9784642053181

以下は論考
- 『蘭学のフロンティア―志筑忠雄の世界』、長崎文献社、2007年3月（110-122頁「志筑忠雄訳「鎖国論」の誕生とその受容」）。
- 『長崎・東西文化交流史の舞台　ポルトガル時代／オランダ時代』、若木太一編、勉誠出版、2013年9月（242-266頁「志筑忠雄訳「鎖国論」の流布と影響」）。
- 『近世日本の歴史叙述と対外意識』、井上泰至編、勉誠出版、2016年7月（349-364頁「「鎖国論」から「異人恐怖伝」へ」）。
- 「『異人恐怖伝』に見られる国学者黒沢翁満の『鎖国論』受容」（『日本文芸研究』第56巻2号、2004年9月、19-37頁）。
- 「十九世紀国学者における志筑忠雄訳『鎖国論』の受容と平田国学」（『日本文芸研究』第57巻1号、2005年6月、39-63頁）。
- 「近世後期日本における志筑忠雄訳『鎖国論』の受容」（『洋学』第14号、2006年3月、1-32頁）。
- 「志筑忠雄「阿羅祭亜来歴」の訳出とその書誌」（『雅俗』第12号、2013年6月、33-47頁）。
- 「馬琴と「鎖国論」」（『文彩』第10号、2014年3月、21-35頁）。
- 「津市図書館稲垣文庫蔵「柬砂葛記」について ―志筑忠雄訳「阿羅祭亜来歴」の一転写本―」（『国文研究』第59号、2014年5月、1-13頁）。
- 「志筑忠雄とその言説」（『鳴滝紀要』第25号、2015年3月、81-94頁、講演録）。
- 「「鎖国論」と「阿羅祭亜来歴」の読書痕跡を追って―国立台湾大学長沢文庫訪書記―」（『文彩』第13号、2017年3月、11-17頁）。
- 「志筑忠雄「三種諸格」の資料的研究」（『鳴滝紀要』第28号、2018年3月、7-21頁）。
- 「志筑忠雄「万国管闚」の文献学的研究」（『雅俗』第17号、2018年7月、52-72頁）。
- 「伝吉村迂斎序を付したのは誰か―志筑忠雄「暦象新書」受容史の一駒―」（『文彩』第15号、2019年3月、24-31頁）。
- 「泉屋家旧蔵「オランダ語文法書」と志筑忠雄「助詞考」」（『鳴滝紀要』第29号、2019年3月、1-8頁）。
- 「神戸市立博物館蔵、有志筑忠雄序「万国管闚」について」（『国文研究』第64号、2019年7月、51-68頁）。
- 「蘭文和訳論の誕生―志筑忠雄「蘭学生前父」と徂徠・宣長学―」（『雅俗』第18号、2019年7月、37-54頁）。
- 「志筑忠雄の所用印ともう一つの字（あざな）」（『文彩』第16号、2020年3月、10-13頁）。
- 「蘭和対訳文例集「柳圃文集」の作者は誰か―志筑忠雄研究外伝―」（『文彩』第17号、2021年3月、26-33頁）。
- 「「和解（わげ）」から「翻訳」へ―Beschryvinge van het octant en deszelfs gebruik の訳出に見る本木良永と志筑忠雄―」（『熊本県立大学文学部紀要』第82号、2023年2月、94-73［（1）-（22）］頁）。
- 「志筑忠雄の背景としての実家・中野家―家屋の敷地・通詞株・長崎社会での位置―」（『文彩』第19号、2023年3月、7-21頁）。
- 「黒沢翁満『異人恐怖伝』の執筆背景と刊行年」（『国文研究』第66号、2021年10月、41-57頁）。
- 「志筑忠雄の通詞退役と仕官活動」（『国文研究』第68号、2023年6月、21-37頁）。

## その他主な論文など
- 「エンゲルベルト・ケンペルの「神道」研究とその背景」（『九州史学』第142号、2005年8月、46-64頁）。
- 「明治期における「鎖国論」の諸相 ―『新朝野新聞』連載記事「鎖国始末」を題材に―」（『日本歴史』第717号、2008年2月、56-71頁）。
- 「明治二十年代における「鎖国論」の多様性―徳富蘇峰「明治年間の鎖国論」を中心に―」（『日本文芸研究』第59巻3・4合併号、2008年3月、86-110頁）。
- 「近代歴史教科書における「鎖国」観」（『洋学』第16号、2008年3月、113-144頁）。
- 「「鎖国祖法」という呼称」（『文彩』第6号、2010年3月、(29)-(34)頁）。
- 「「開国」概念の検討 ―言説論の視座から―」（『国文研究』第55号、2010年4月、19-34頁）。
- 「近代日本におけるケンペルの読まれ方」（『文彩』第7号、2011年3月、44-52頁）。
- 「数え歌に見る「明治二十二年熊本地震」の記憶」（『熊本都市政策』Vol. 4、2017年3月、82, 88-95頁）。
- 「徳富蘇峰の印影散用箋―熊本の歴史資料（一）―」（『文彩』第14号、2018年3月、21-27頁）。
- 「細川家のローマ字印文書二種―熊本の歴史資料（二）―」（『文彩』第15号、2019年3月、32-36頁）。
- 「大久保利謙と蘭学資料研究会・蘭学書」（『明治が歴史になったとき　史学史としての大久保利謙』アジア遊学248、2020年5月、205-219頁）。
- 「長崎皇学所・稜威神習所について」（『長崎学』第5号、2021年3月、43-54頁。「長崎開港四五〇周年記念　特別寄稿論文」）。
- 「黒沢翁満『異人恐怖伝』の執筆背景と刊行年」（『国文研究』第66号、2021年10月、41-57頁）。
- 「志筑忠雄の通詞退役と仕官活動」（『国文研究』第68号、2023年6月、21-37頁）。

## 受賞
- 第82回西日本文化賞・奨励賞（学術文化部門）（2023年10月）。https://nishinippon-zaidan.or.jp/topics/223/

## 辞典
- 『洋学史研究事典』（思文閣出版、2021年9月）。担当箇所：「「鎖国」言説」（29頁）、「ケンペル「日本誌」」（138頁）、「鎖国論」（141頁）、「志筑忠雄と洋学」（441頁）、「熊本の洋学」（442-443頁）。
- 『啓蒙思想の百科事典』（丸善出版、2023年2月）。担当箇所：「蘭学」（232-233頁）。

## 主な目録
- 『菊池市生涯学習センター蔵和漢籍分類目録』（菊池市教育委員会、2018年3月）。
- 『熊本博物館蔵村田三節医書コレクション目録』（2021年8月）。
- 「熊本博物館蔵前原健太郎医書コレクション目録」（『熊本県立大学大学院文学研究科論集』第15号、2022年9月）。

## 新聞書評
- 川平敏文『徒然草の十七世紀　近世文芸思潮の形成』岩波書店（『熊本日日新聞』、2015年3月22日）。
- 菱岡憲司『小津久足の文事』ぺりかん社（『熊本日日新聞』、2016年12月4日）。
- ブレイディみかこ『子どもたちの階級闘争　ブロークン・ブリテンの無料託児所から』みすず書房（『熊本日日新聞』、2017年5月28日）。
- トム・ニコルズ（Tom Nichols）著、高里ひろ訳『専門知は、もういらないのか　無知礼賛と民主主義』みすず書房（『熊本日日新聞』、2020年3月15日）。
- 下川正晴『占領と引揚げの肖像BEPPU 1945-1956』弦書房（『熊本日日新聞』、2020年5月24日）。
- 山城滋『維新の残り火・近代の原風景』弦書房（『熊本日日新聞』、2020年9月6日）。
- ヤン・プランパー（Jan Plamper）著、森田直子監訳『感情史の始まり』みすず書房（「〇〇が読む」『熊本日日新聞』、2021年1月31日）。
- チョン・イヒョン（정이현、鄭梨賢）著、橋本智保訳『きみは知らない』新泉社（「〇〇が読む」『熊本日日新聞』、2021年5月2日）。
- アンナ・ツィマ（Anna Cima）著、阿部賢一、須藤輝彦訳『シブヤで目覚めて』河出書房新社（「〇〇が読む」『熊本日日新聞』、2021年8月1日）。
- 春名徹『文明開化に抵抗した男 佐田介石 1818-1882』藤原書店（「〇〇が読む」『熊本日日新聞』、2021年10月31日）。
- 毎日新聞取材班『ヤングケアラー　介護する子どもたち』毎日新聞出版社（「〇〇が読む」『熊本日日新聞』、2022年2月13日）。
- エルヴェ・ル・テリエ（Hervé le Tellier）著、加藤かおり訳『異常（アノマリー）』早川書房（「〇〇が読む」『熊本日日新聞』、2022年5月22日）。
- 野田サトル『ゴールデンカムイ』全31巻、集英社（「〇〇が読む」『熊本日日新聞』、2022年8月28日）。
- 金原瑞人『翻訳はめぐる』春陽堂書店（「〇〇が読む」『熊本日日新聞』、2022年12月4日）。
- 文月悠光『パラレルワールドのようなもの』思潮社（「〇〇が読む」『熊本日日新聞』、2023年3月19日）。
- 菱岡憲司『大才子　小津久足―伊勢商人の蔵書・国学・紀行文』中央公論新社（「〇〇が読む」『熊本日日新聞』、2023年6月25日）。
- 大橋幸泰編『近世日本のキリシタンと異文化交流』アジア遊学284、勉誠社（「〇〇が読む」『熊本日日新聞』、2023年10月1日）。
- 谷川俊太郎、ブレイディみかこ著、奥村門土絵『その世とこの世』岩波書店（「〇〇が読む」『熊本日日新聞』、2024年1月14日）。
- 猪飼隆明『維新変革の奇才　横井小楠』角川書店（「〇〇が読む」『熊本日日新聞』、2024年4月28日）。
- 門脇むつみ・芳澤勝弘編『若冲画賛』朝日新聞出版（「〇〇が読む」『熊本日日新聞』、2024年8月11日）。
- 川平敏文『武士の道徳学　徳川吉宗と室鳩巣『駿台雑話』』角川書店（「〇〇が読む」『熊本日日新聞』、2024年11月24日）。
- チャン・ガンミョン（장강명、張康明）著、オ・ファスン（오화순、呉華順）訳、カン・バンファ（강방화、姜芳華）監訳『罰と罪』上下、ハヤカワ・ミステリ文庫（「〇〇が読む」『熊本日日新聞』、2025年3月9日）。
- 刈谷政則編『佐野洋子全童話』理論社（「〇〇が読む」『熊本日日新聞』、2025年6月22日）

## 連載コラム
- コラム「一筆」の連載（『熊本日日新聞』夕刊1面、2018年10月-12月の毎週火曜日：全13回；①新聞離れ、②グローバル化とは、③多文化主義への眼差し、④海外移民という視座、⑤地の構築法、⑥紙の書物の運命、⑦史実と物語のあわい、⑧方法としてのアイヌ、⑨裏切りの翻訳、⑩書物の身分、⑪法医学の土壌、⑫地域の名望家、⑬学問の意義）。
- コラム「そのみちのコラム」（隔週刊法律雑誌『時の法令』、2020年4月-2021年3月：全12回；①「死を想え　殉死と殉教」、②「朋有り、遠方より来る　「黒船」とは何か」、③「阿蘭陀まで境なしの水路なり　イギリス商館のみた日本」、④「全地は一の言語、一の音のみなりき　ケンペルがみた日本人の起源」）、⑤「人はパンのみにて生くるにあらず　食べるザビエル」、⑥「新しい天体　美味礼賛」、⑦「汝の敵を愛せよ　猫と鼠」、⑧「人生は短く、術は長し　名人の境地」、⑨「菊花の約　約束と信義」、⑩「恩讐の彼方に　唐人屋敷へ侵入せよ」、⑪「漂えど沈まず　人類の闘い」、⑫「史を想え　チーズとうじ虫」）。

## 主な企画
- 洋学史学会シンポジウム「近世における対外関係の実態と近代の言説」（順天堂大学、2007年5月13日）。
- 学術フォーラム「それでも天は転る―熊本におけるもう一つの近代―」（熊本県立大学、2014年11月22日）。
- 企画展「熊本におけるもう一つの近代」（熊本県立大学図書館、2014年11月17日-29日）。

## 主な所属学会・研究会
- 洋学史学会
- 日本歴史学会
- 日本思想史学会
- 雅俗の会、熊本史学会ほか各種研究会